# Wen Lirong
Wen Lirong (2 de outubro de 1969) é uma ex-futebolista chinesa, medalhista olímpica.

## Carreira
Wen Lirong integrou o elenco da Seleção Chinesa de Futebol Feminino, nas Olimpíadas de 1996, que ficou em segundo lugar. 